# 叉尾鸟属
叉尾鸟属（学名：Schizooura）是一种生存于白垩纪早期的原始今鸟类。2012年首次发现于辽宁西部建昌县境内的早白垩世九佛堂组，因其叉形尾羽而得名。分析表明，叉尾鸟比建昌鸟和古喙鸟进步，但又比热河生物群中其他目前已知的今鸟类原始。模式种为李氏叉尾鸟，种名纪念中国科学院古脊椎动物与古人类研究所的化石修理师李玉同。